# Troels Lyby
Troels Lyby (født 15. oktober 1966) er en dansk skuespiller.
Han var med i den danske sitcom Hvor svært kan det være, og har samtidig spillet mange roller på forskellige teatre, bl.a. i Gasolin' teaterkoncert.
Troels Lyby har vundet Robertprisen for årets mandlige birolle i 2002 i filmen En kort en lang, samt Robertprisen for årets mandlige hovedrolle i 2006 i Anklaget.

## Privatliv
Lyby er opvokset i Solbjerg ved Aarhus.
Han er gift med skuespilleren Cecilie Stenspil.  De blev sammen forældre i august 2018, og atter en gang i 2020.

## Filmografi

### Spillefilm
| År   | Titel                        | Rolle                | Noter                                      |
| ---- | ---------------------------- | -------------------- | ------------------------------------------ |
| 1995 | Debut                        |                      |                                            |
| 1997 | Let's get lost               | Thomas               |                                            |
| 1998 | Idioterne                    | Henrik               |                                            |
| 2000 | Före stormen                 |                      |                                            |
| 2001 | En kort, en lang             | Jørgen               | Robert-pris for bedste mandlige birolle    |
| 2002 | Okay                         | Kristian, Netes mand |                                            |
| 2003 | Rembrandt                    |                      |                                            |
| 2003 | Annas dag                    |                      |                                            |
| 2004 | Tæl til 100                  | Lars                 |                                            |
| 2005 | Anklaget                     | Henrik               | Robert-pris for bedste mandlige hovedrolle |
| 2006 | Der var engang en dreng      | fødselslæge          |                                            |
| 2006 | Fidibus                      | advokat Dahlager     |                                            |
| 2006 | Under bæltestedet            |                      | kortfilm                                   |
| 2007 | Guldhornene                  | Asbjørn              |                                            |
| 2007 | De unge år                   | Bent                 |                                            |
| 2007 | Fremkaldt                    |                      |                                            |
| 2008 | Blå mænd                     | Theodor Jørgensen    |                                            |
| 2008 | Pusling                      |                      |                                            |
| 2009 | Storm                        | Bjørn, Freddies far  |                                            |
| 2009 | Headhunter                   | Troels               |                                            |
| 2011 | Klassefesten                 | Thomas               |                                            |
| 2012 | Over kanten                  | Bo                   |                                            |
| 2013 | Kvinden i buret              | Hardy                |                                            |
| 2014 | Klassefesten 2 - Begravelsen | Thomas               |                                            |
| 2016 | Sorgenfri                    | Dino                 |                                            |
| 2016 | Klassefesten 3 - Dåben       | Thomas               |                                            |
| 2023 | Bytte Bytte Baby             | Chef                 |                                            |

### Serier
| År        | Titel                   | Rolle                                  | Noter          |
| --------- | ----------------------- | -------------------------------------- | -------------- |
| 1994      | Riget                   | Hook                                   |                |
| 1997      | Taxa                    | Rune, Renés afløser                    | afsnit 9       |
| 1998      | Strisser på Samsø       | Christian Hammer                       | afsnit 10      |
| 2000      | Edderkoppen             | Walter                                 |                |
| 2001      | Den Serbiske Dansker    | Per Toftlund, PET                      |                |
| 2002      | Hvor svært kan det være | Henrik, Birdies kæreste                |                |
| 2003-04   | Forsvar                 | Claus Christensen                      |                |
| 2005      | Jul i Valhal            | Asbjørn                                | julekalender   |
| 2006      | Krøniken                | Søren Aagaard, Idas ven                | afsnit 16 & 21 |
| 2007      | Forbrydelsen            | Erik Salin                             | afsnit 18-20   |
| 2008      | Sommer                  | Svend                                  | afsnit 2       |
| 2008      | Deroute                 | skuespiller Henrik Viingaard           | 1 & 4          |
| 2009-2010 | Blekingegade            | Hans Nielsen - Kriminalinspektør i PET | afsnit 1-5     |
| 2012      | Julestjerner            | Big J                                  | julekalender   |
| 2015      | Ditte & Louise          | sig selv                               | S1E1           |
| 2016      | Dicte 3                 | Henrik Mølgaard                        | afsnit 3 & 4   |
| 2017      | Tinkas juleeventyr      | Storm                                  | julekalender   |

### Stemme til serier og film
| År   | Titel                  | Rolle  | Noter     |
| ---- | ---------------------- | ------ | --------- |
| 2003 | Find Nemo              | Marlin | Tegnefilm |
| 2008 | Disco ormene           | Jimmy  | Tegnefilm |
| 2016 | Find Dory              | Marlin | Tegnefilm |
| 2024 | Ronja Røverdatter (en) | Mattis | Serie     |